# Le Pont Saint-Michel en hiver
Le Pont Saint-Michel en hiver est un tableau réalisé par Albert Marquet en 1908. Il représente l'ambiance des quais de Seine devant le pont Saint-Michel par un temps d'hiver brumeux souligné par les panaches de fumée de deux cheminées.
Cette peinture à l'huile sur toile est conservée au musée Pouchkine à Moscou.